# Axylos
Dans la mythologie grecque, Axylos (en grec ancien Ἄξυλος / Áxulos) est un combattant du camp troyen pendant la guerre de Troie, fils de Teuthras d'Arisbé.

## Étymologie
En grec ancien, Axylos se nomme Ἄξυλος / Áxulos. L'étymologie de son nom, d'origine grecque ou non, n'est pas claire.
S'il s'agit d'un nom grec, celui-ci se différencie de ἄξυλος / áxulos (« boisé », « touffu ») par le « υ » long. D'après une glose d'Hésychios, il pourrait s'agir d'une forme ancienne d'ἄσυλος / ásulos (« inviolable », « à l'abri »).

## Mythe
Axylos n'apparait qu'une seule fois dans l'Iliade d'Homère, ainsi que chez des commentateurs postérieurs du texte, comme Jean Tzétzès et Eustathe de Thessalonique.
Axylos est le fils de Teuthras, originaire d'Arisbé. Il est décrit comme un personnage riche et hospitalier. Il est tué sur son char, avec son cocher Calésios (en), par le guerrier achéen Diomède, lors du massacre qui ouvre le chant VI de l'Iliade.

### Sources antiques
- Homère, Iliade [détail des éditions] [lire en ligne] (VI, 12-19).